# Trang Thanh Lan
Trang Thanh Lan, tên thật là Nguyễn Lệ Liễu (sinh ngày 7 tháng 6 năm 1953) là một ca sĩ, diễn viên hài, nghệ sĩ cải lương, xướng ngôn viên nổi tiếng người Việt Nam tại hải ngoại. Cô còn là người vợ đầu của ca sĩ Quang Bình (con trai cố danh ca Hùng Cường). Bên cạnh các hoạt động nghệ thuật, hiện tại cô cùng với Phương Hồng Quế đang là host của chương trình "Tiếng Hát Hậu Phương".

## Tiểu sử & Sự nghiệp
Trang Thanh Lan tên thật là Nguyễn Lệ Liễu, người gốc Gò Công, Tiền Giang nhưng lại sinh ra và lớn lên tại Sài Gòn trong một gia đình có chín người con. Đến năm 1968, gia đình Trang Thanh Lan gặp một biến cố lớn khi bố cô qua đời, khiến gia cảnh gia đình khi ấy vô cùng khó khăn, đó cũng là lý do khiến cô theo đuổi con đường nghệ thuật.
Năm 16 tuổi, cô bé Nguyễn Lệ Liễu dưới sự dìu dắt của nhạc sĩ Tùng Lâm đã trở thành ca sĩ của rạp hát Quốc Thanh sau một cuộc thi tuyển lựa ca sĩ được tổ chức hàng tuần khi đạt số điểm 11.75/ 12. Chính nhạc sĩ Tùng Lâm đã đặt cho cô nghệ danh Trang Thanh Lan (Cô kể lại: "Ban đầu chú Tùng Lâm đặt cho tôi nghệ danh là Đoan Trang nhưng thấy không hợp với tính cách quậy phá và nhí nhảnh nên tôi đổi thành Thanh Lan. Nghệ danh này lại trùng với tên của ca sĩ Thanh Lan thời đó nên chú quyết định ghép thêm tên Trang của con gái chú vào thành Trang Thanh Lan"). Và dần dần cô có được chỗ đứng trong lòng người hâm mộ khi thường xuyên được trình diễn ở các đại nhạc hội, phòng trà cũng như các tiền đồn trước năm 1975 với những ca khúc quê hương ngọt ngào. Bên cạnh đó, cô còn làm việc ở một tiệm sách trên đường Chi Lăng (đó cũng là cơ duyên giúp cô có được vai diễn trong bộ phim "Xa lộ không đèn").
Sau năm 1975, cô bị kẹt lại ở Việt Nam. Đến năm 1981, cô kết hôn với ca sĩ Quang Bình và hai người đã trở thành một đôi song ca được mến mộ trong thập niên 80. Tháng 5 năm 1992, cô sang định cư tại Hoa Kỳ theo diện đoàn tụ. Một năm sau, Trang Thanh Lan và Quang Bình sang Pháp thu hình cho Paris By Night 20 với nhạc phẩm Rước tình về với quê hương (Hoàng Thi Thơ) và đã có một thời gian dài cộng tác với Trung tâm Thúy Nga. Và khi đang được yêu mến với vai trò ca sĩ thì vào năm 1997, cô được nhà văn Nguyễn Ngọc Ngạn ngỏ lời mời trở thành một trong những trụ cột đời đầu của nhóm kịch Thúy Nga với những vai diễn đã đi sâu vào tâm trí của người hâm mộ. Một thời gian sau, Trang Thanh Lan và Quang Bình chính thức chia tay (nhưng thi thoảng hai người vẫn đứng chung sân khấu). Ngoài ra, cô còn tham gia các vở cải lương và cộng tác với nhiều Trung tâm khác.

## Phim đã đóng
- Xa Lộ Không Đèn (1972, phim điện ảnh)
- Trừ Yêu Đại Sư Huynh (2021, web drama)[4]
- Cạn Dầu (2022)

## Các vở cải lương đã tham gia
- Hàn Mặc Tử
- Áo cưới trước cổng chùa
- Tướng cướp Bạch Hải Đường
- Đời cô Lựu

## Trình diễn trên sân khấu

### Trung tâm Thúy Nga
| STT | Tiết mục                                                                     | Thể hiện với                                                                                | Chương trình                  | Năm (Phát hành) | Ghi chú  |
| --- | ---------------------------------------------------------------------------- | ------------------------------------------------------------------------------------------- | ----------------------------- | --------------- | -------- |
| 1   | Rước Tình Về Với Quê Hương (Hoàng Thi Thơ)                                   | Quang Bình                                                                                  | Paris By Night 20             | 1993            | Hát      |
| 2   | LK Khúc Ca Ngày Mùa & Trăng Thanh Bình (Lam Phương)                          | Quang Bình                                                                                  | Paris By Night 22             | 1993            | Hát      |
| 3   | Đoàn Người Lữ Thứ (Lam Phương)                                               | Quang Bình, Hương Lan, Phương Hồng Quế                                                      | Paris By Night 22             | 1993            | Hát      |
| 4   | Chuyện Tình Ngưu Lang Chức Nữ (Mạc Phong Linh)                               | Quang Bình                                                                                  | Paris By Night 24             | 1993            | Hát      |
| 5   | Thiên Duyên Tiền Định (Trang Dũng Phương - Nguyên Lễ)                        | Quang Bình                                                                                  | Paris By Night 25             | 1994            | Hát      |
| 6   | Tàu Về Quê Hương (Hồng Vân)                                                  | Quang Bình                                                                                  | Paris By Night 25             | 1994            | Hát      |
| 7   | Giăng Câu                                                                    | Quang Bình, Elvis Phương, Hương Lan                                                         | Paris By Night 26             | 1994            | Hát      |
| 8   | Xuân Miền Nam (Văn Phụng)                                                    | Quang Bình                                                                                  | Paris By Night 27             | 1994            | Hát      |
| 9   | Đường về quê hương (Lam Phương)                                              | Quang Bình                                                                                  | Paris By Night 28             | 1994            | Hát      |
| 10  | Hương tóc mạ non (Thanh Sơn)                                                 | Quang Bình                                                                                  | Paris By Night 29             | 1994            | Hát      |
| 11  | Tình nghèo (Phạm Duy)                                                        | Quang Bình                                                                                  | Paris By Night 30             | 1995            | Hát      |
| 12  | Tu Là Cõi Phúc, Tình Là Dây Oan (Lam Phương biên soạn, dựa theo Truyện Kiều) | Ái Vân, Thái Châu, Mỹ Huyền, Hoàng Bích                                                     | Paris By Night 39             | 1997            | Hát      |
| 13  | Chuyện Cấm Đàn Ông (Ngô Tấn Triển)                                           | Ái Vân, Hồng Đào                                                                            | Paris By Night 43             | 1998            | Hài kịch |
| 14  | Thiên Duyên Tiền Định                                                        | Quang Minh, Hồng Đào                                                                        | Paris By Night 46             | 1998            | Hài kịch |
| 15  | Niềm Vui Phụ Nữ                                                              | Quang Minh, Hồng Đào                                                                        | Paris By Night 48             | 1999            | Hài kịch |
| 16  | Ngã Rẽ Cuộc Đời                                                              | Quang Minh, Hồng Đào, Mỹ Huyền                                                              | Paris By Night 50             | 1999            | Hài kịch |
| 17  | Gia Tài Người Hàng Xóm                                                       | Quang Minh, Hồng Đào, Kiều Linh, Trúc Linh                                                  | Paris By Night 52             | 1999            | Hài kịch |
| 18  | Người Đàn Bà Cao Số                                                          | Quang Minh, Hồng Đào, Ái Vân                                                                | Paris By Night 53             | 2000            | Hài kịch |
| 19  | Lá Sầu Riêng Đông Lạnh                                                       | Quang Minh, Hồng Đào, Mỹ Huyền, Mỹ Trinh                                                    | Paris By Night 55             | 2000            | Hài kịch |
| 20  | Xoay Chuyển Số Mệnh                                                          | Quang Minh, Hồng Đào                                                                        | Paris By Night 56             | 2000            | Hài kịch |
| 21  | Võ Tòng Sát Tẩu                                                              | Quang Minh, Hồng Đào, Kiều Linh, Chí Tài                                                    | Paris By Night 57             | 2000            | Hài kịch |
| 22  | Đam Mê Sân Khấu                                                              | Quang Minh, Hồng Đào, Chí Tài                                                               | Paris By Night 58             | 2001            | Hài kịch |
| 23  | Chung Một Mái Nhà                                                            | Quang Minh, Hồng Đào, Chí Tài                                                               | Paris By Night 60             | 2001            | Hài kịch |
| 24  | Cõi Giang Hồ                                                                 | Chí Tài, Kiều Linh, Bé Mập, Nguyễn Thành, Quốc Tuấn, Hoàng Lê, Lê Quang                     | Paris By Night 61             | 2001            | Hài kịch |
| 25  | Tái Ngộ Tại Tuyệt Tình Cốc                                                   | Quang Minh, Hồng Đào, Bé Mập, Ninh Cát Loan Châu, Nguyễn Thành, Nguyễn Hải, Amy Vũ, Andy Vũ | Paris By Night 61             | 2001            | Hài kịch |
| 26  | Tình Không Biên Giới                                                         | Quang Minh, Hồng Đào, Chí Tài                                                               | Paris By Night 62             | 2001            | Hài kịch |
| 27  | Lộng Giả Thành Chân                                                          | Quang Minh, Hồng Đào, Trúc Lam, Calvin Hiệp                                                 | Paris By Night 63             | 2002            | Hài kịch |
| 28  | Những Tờ Di Chúc                                                             | Quang Minh, Hồng Đào, Trúc Lam, Calvin Hiệp                                                 | Paris By Night 65             | 2002            | Hài kịch |
| 29  | Trần Trừng Trị Tái Xuất Giang Hồ                                             | Kiều Linh, Chí Tài                                                                          | Paris By Night 66             | 2002            | Hài kịch |
| 30  | Lần Đầu Gặp Gỡ                                                               | Quang Minh, Hồng Đào, Chí Tài                                                               | Paris By Night 67             | 2002            | Hài kịch |
| 31  | Đắc Kỷ Trụ Vương                                                             | Quang Minh, Hồng Đào, Chí Tài, Kiều Linh, Quốc Anh, Thời Danh                               | Paris By Night 71             | 2003            | Hài kịch |
| 32  | Chứng Bệnh Nan Y                                                             | Chí Tài, Kiều Linh, Uyên Chi, Mai Lan                                                       | Paris By Night 72             | 2004            | Hài kịch |
| 33  | Thà Ăn Mày Hơn Ăn Cướp                                                       | Hoài Linh                                                                                   | Paris By Night 80             | 2006            | Hài kịch |
| 34  | Người Ở Thời Hiện Đại                                                        | Lê Tín, Kiều Oanh                                                                           | Paris By Night 86             | 2007            | Hài kịch |
| 35  | Cầm Kỳ Thi Họa (Hồng Đào)                                                    | Hồng Đào, Nguyễn Hồng Nhung, Hà Thanh Xuân                                                  | Paris By Night 127            | 2018            | Hài kịch |
| 36  | Như Một Cuộc Chia Tay (Nhóm kịch Thúy Nga)                                   | Hồng Đào, Việt Hương, Hoài Tâm                                                              | Paris By Night 133            | 2022            | Hài kịch |
| 37  | Ghen (Minh Dự)                                                               | Hồng Đào, Hoài Tâm, Thiện Ngô, Hương Thủy, Quang Lê                                         | Paris By Night Tiếu Vương Hội | 2023            | Hài kịch |

### Trung tâm Vân Sơn
Hài kịch
| STT | Tiết mục                     | Thể hiện với                                    | Chương trình | Năm  |
| --- | ---------------------------- | ----------------------------------------------- | ------------ | ---- |
| 1   | Đi Chùa                      | Xuân Phát                                       | Vân Sơn 19   | 2001 |
| 2   | Chuyên Trên Trời Dưới Đất    | Văn Chung, Chí Tài, Chí Tâm, Bé Mập, Lê Huỳnh   | Vân Sơn 27   | 2004 |
| 3   | Của Chung Của Riêng          | Văn Chung, Chí Tài                              | Vân Sơn 28   | 2004 |
| 4   | Chuyện Thiên Hạ              | Quang Minh, Hồng Đào, Thái Nguyễn               | Vân Sơn 28   | 2004 |
| 5   | Đạo diễn Bất Đắc Dĩ          | Lê Huỳnh, Lê Tín                                | Vân Sơn 29   | 2005 |
| 6   | Mộng Minh Tinh               | Lê Tín                                          | Vân Sơn 30   | 2005 |
| 7   | Tây Thi                      | Lê Huỳnh, Lê Tín                                | Vân Sơn 31   | 2005 |
| 8   | Lớp Học Việt Ngữ             | Lê Huỳnh, Bé Tí, Hoài Tâm                       | Vân Sơn 32   | 2005 |
| 9   | Hậu Máu Nhuộm Bến Thượng Hải | Vân Sơn, Bảo Liêm, Bé Tí, Hoài Tâm, Lê Huỳnh... | Vân Sơn 33   | 2006 |
| 10  | Thâm Cung Bí Sử              | Lê Huỳnh, Bé Tí, Hoài Tâm                       | Vân Sơn 33   | 2006 |
| 11  | Chị Tôi                      | Lê Huỳnh                                        | Vân Sơn 34   | 2006 |
| 12  | Tấm Cám                      | Hoài Tâm, Bé Tí, Jonathan Phan                  | Vân Sơn 35   | 2006 |
| 13  | Về Quê Ngoại                 | Minh Nhí, Việt Hương                            | Vân Sơn 38   | 2007 |

### Trung tâm Asia
| STT | Tiết mục                  | Thể hiện với                                                | Chương trình | Năm  | Ghi chú  |
| --- | ------------------------- | ----------------------------------------------------------- | ------------ | ---- | -------- |
| 1   | Kén Dâu                   | Lê Huỳnh, Lê Anh Quân, Cát Lynh                             | ASIA 73      | 2013 | Hài kịch |
| 2   | Đường Vào Nghệ thuật      | Lê Huỳnh, Nguyên Khang, Vương Dzung, Cát Lynh, Lê Quốc Tuấn | ASIA 77      | 2015 | Hài kịch |
| 3   | Tình Hậu Phương (Minh Kỳ) | Phương Hồng Quế                                             | ASIA 79      | 2016 | Hát      |

### Đài Vietface TV
| STT | Ca khúc                                | Thể hiện với    | Chương trình                       | Năm  |
| --- | -------------------------------------- | --------------- | ---------------------------------- | ---- |
| 1   | Tiếng Hát Hậu Phương (Minh Kỳ, Dạ Cầm) | Phương Hồng Quế | Lễ Giỗ Tổ Ngành Nghề Sân Khấu 2018 | 2018 |
| 2   | Tiếng Hát Hậu Phương (Minh Kỳ, Dạ Cầm) | Phương Hồng Quế | Lễ Giỗ Tổ Ngành Nghề Sân Khấu 2020 | 2020 |
| 3   | Tiếng Sông Hương (Phạm Đình Chương)    | Phương Hồng Quế | Gây quỹ bão lụt miền Trung         | 2020 |

### Trúc Sinh Entertainment
| STT | Ca khúc                               | Thể hiện với | Chương trình                          | Năm  |
| --- | ------------------------------------- | ------------ | ------------------------------------- | ---- |
| 1   | Bài Hát Này Cho Em (Lê Dinh, Trúc Ly) | solo         | Âm Nhạc & Tôi, Season 2 - Vọng Về Tim | 2021 |
| 2   | Hoa Nở Về Đêm (Mạnh Phát)             | solo         | Âm Nhạc & Tôi, Season 2 - Vọng Về Tim | 2021 |
| 3   | Đò Tình Lỡ Chuyến (Hoài Linh)         | solo         | Âm Nhạc & Tôi, Season 2 - Vọng Về Tim | 2021 |
| 4   | Vọng Về Tim (Bảo Thu)                 | solo         | Âm Nhạc & Tôi, Season 2 - Vọng Về Tim | 2021 |